# 寺内優
寺内 優（てらうち まさる、1958年10月11日 - ）は、元中国放送のアナウンサー。大阪市出身。

## 来歴・人物
中学生時代に友達に引き込まれるように放送部に入部したのが、放送界へ進むきっかけとなった。
立命館大学経済学部経済学科卒業後、1983年入社。中国放送一番の巨漢アナウンサーとしても有名。2015年1月にアナウンス部長から広報部に異動したが、引き続きアナウンサー兼務となっている。
2018年、広報部からアナウンサー部に転属、新人アナウンサーの渕上沙紀と同じ日に配属となる。
2024年3月、中国放送を退職。

## 過去の出演番組
テレビ
- RCCワイド 橋本くんと寺内くん - 1987から1988年に放送の午前中のワイド番組。橋本くんとは橋本雅明のこと。
- ひろしま、知れば知るほど[4]
- ふるさとダービー決勝戦中継の司会
- くれワンダーランドJourney番外編 徹底追跡!あなたは呉氏を知っていますか?（2019年7月29日）ナレーション
- RCCニュース
- イマナマ! コーナー「渕上沙紀のBUTSUBUTSU」（2021年）ナレーション

ラジオ
- 今日もホットにAMAM（アムアム）ターミナル - 1986から1989年に放送の午前中のワイド番組。本名正憲とともに担当。
- サンデーひろしま
- 金曜直撃90分 - 1984年頃。アイドルへのインタビューを行ったり、新曲を紹介していた番組。
- 週末たべごろラジオ - 1999年から2003年に放送の土曜日午後のワイド番組。
- とれたてファイル - 2002から2003年に放送のオフナイターシーズン番組。桑原麻美とともに木曜日・金曜日を担当。
- 寺内優のおはようラジオ - 2003年から2010年まで。これ以前に担当していたこともあり、現在も本名正憲が休みの場合は担当することもある。
- 音楽アラカルト (橋本裕之との週替わり)
- 演歌あさ一番
- 中国新聞ニュース

共通
- プロ野球中継（ザ・プロ野球、RCCカープナイター相当）などスポーツ放送